# Europa-Parlamentsvalget 2009 i Danmark
Europa-Parlamentetsvalg 2009 i Danmark var et valg til Europa-Parlamentet, som fandt sted den 7. juni 2009. Antallet af danske parlamentsmedlemmer var 13 (tidligere var det 14). Valget blev afholdt samtidig med en folkeafstemning om at ændre den danske tronfølgelov.

## Opstillingskrav
For at stille op ved EU-Parlamentsvalget skulle et parti opfylde et af disse krav:
- være indvalgt i Folketinget ved sidste valg og fortsat være repræsenteret i dette, eller
- være indvalgt i Europa-Parlamentet ved sidste valg og fortsat være repræsenteret i dette, eller
- have samlet et antal underskrifter svarende til 2 procent af de gyldige stemmer ved sidste folketingsvalg.

Enhedslisten var opstillingsberettiget ifølge den første af disse regler, men partiet deltog ikke i Europa-Parlamentsvalget. Derimod var nogle medlemmer af Enhedslisten opstillet hos Junibevægelsen og Folkebevægelsen mod EU.
I modsætning til folketingsvalg var det ikke muligt at opstille uden for partierne. Partiernes kandidatlister og evt. valgforbund skulle være anmeldt fire uger før valget, det vil sige søndag den 10. maj.

## Partier
Følgende partier og bevægelser deltog i valget:
- A. Socialdemokratiet
- B. Det Radikale Venstre
- C. Det Konservative Folkeparti
- F. Socialistisk Folkeparti
- I. Liberal Alliance
- J. Junibevægelsen
- N. Folkebevægelsen mod EU
- O. Dansk Folkeparti
- V. Venstre

### Kandidater
Hvert parti kunne opstille indtil 20 kandidater. Liberal Alliance opstillede færrest, tre kandidater, og Folkebevægelsen mod EU flest, 20 kandidater. I alt var der 102 kandidater.

### Valgforbund
Der var indgået følgende valgforbund:
1. Socialdemokratiet, Det Radikale Venstre og SF
2. Det Konservative Folkeparti, Liberal Alliance og Venstre
3. Junibevægelsen og Folkebevægelsen mod EU

Dansk Folkeparti var ikke i valgforbund.

### Afstemning og optælling
Valgstederne var åbne søndag den 7. juni mellem kl. 9 og 20. Der kunne brevstemmes indtil to hverdage før valget, dvs. senest grundlovsdag, fredag den 5. juni, hvor kommunernes folkeregistre holdt ekstraordinært åbent.
Optælling af stemmer begyndte da valgstederne lukkede. I henhold til en EU-regel må resultatet først offentliggøres når det sidste valgsted i EU er lukket. Det skete formentlig kl. 22, hvor valgstederne i Italien forventedes at lukke.[kilde mangler]

## Resultat
|  | 021,50 |

|  | 4,30 |

|  | 12,70 |

|  | 15,90 |

|  | 0,60 |

|  | 2,40 |

|  | 7,20 |

|  | 15,30 |

|  | 20,20 |

Kilde: Fintællingsresultat fra Danmarks Statistik

### Valgte Europa-Parlamentsmedlemmer
Den endelige liste over de valgte, blev bestemt ved en optælling af stemmer på de enkelte politikere:
- Socialdemokraterne (4 pladser)
  - Dan Jørgensen (233.266 stemmer)
  - Christel Schaldemose (43.855 stemmer)
  - Britta Thomsen (32.569 stemmer)
  - Ole Christensen (20.597 stemmer)

- Konservative Folkeparti (1 plads)
  - Bendt Bendtsen (176.786 stemmer)

- Socialistisk Folkeparti (2 pladser)
  - Margrete Auken (204.111 stemmer)
  - Emilie Turunen (37.330 stemmer)

- Folkebevægelsen mod EU (1 plads)
  - Søren Søndergaard (107.429 stemmer)

- Dansk Folkeparti (2 pladser)
  - Morten Messerschmidt (284.500 stemmer)
  - Anna Rosbach Andersen (3.592 stemmer)

- Venstre (3 pladser)
  - Jens Rohde (171.205 stemmer)
  - Morten Løkkegaard (57.175 stemmer)
  - Anne Elisabet Jensen (47.906 stemmer)